# David Hockney
David Hockney, CH (* n. 9 iulie 1937, Bradford, Anglia, Regatul Unit) este un artist vizual englez, care locuiește în California.